# TAP Air Portugal
TAP Air Portugal es la aerolínea de bandera de Portugal fundada el 14 de marzo de 1945 bajo el nombre de Transportes Aéreos Portugueses. Tiene su sede social y base de operaciones en el Aeropuerto Humberto Delgado (Lisboa). Actualmente es miembro de Star Alliance.
Tiene un centro de conexión (hub) en el Aeropuerto de Lisboa, lo que le permite operar vuelos domésticos e internacionales a Europa, América y África. Es la aerolínea con mayor número de conexiones entre el continente europeo y Brasil. En la actualidad su red cubre 93 destinos en 36 países. Opera un promedio de 2.500 vuelos a la semana y cuenta con una flota de 100 aviones. También opera vuelos regionales de corto radio a través de su filial TAP Express.

## Historia
Transportes Aéreos Portugueses fue fundado el 14 de marzo de 1945 y al año siguiente recibió sus primeros aviones, los Douglas DC-3 Dakota. El 19 de septiembre de 1946 fue abierta la primera línea comercial, de Lisboa a Madrid. El 31 de diciembre de ese mismo año fue abierta la Línea Aérea Imperial, entre Lisboa y Luanda (capital de la entonces colonia de Angola) y Lourenço Marques (actual Maputo, en la también colonia de Mozambique), con un total de doce escalas. La primera línea doméstica, entre Lisboa y Oporto, fue abierta en 1947, año en que fueron adquiridos los C-54 Skymaster.
Entre tanto, TAP comenzó a volar a Londres (Reino Unido), París (Francia) y Sevilla para, ya en la década de los 50, abrir la ruta a Marruecos. En 1953 TAP pasó a manos privadas y dos años más tarde fueron comprados dos aviones Super Constellation con los que se redujo la duración del viaje entre Lisboa y Lourenço Marques.
En 1962 entró en servicio el primer avión de reacción, un Caravelle que hizo el viaje Lisboa-Madrid. Al año siguiente los reactores también se incorporaron a las rutas africanas. En 1966 vuela a América, inaugurando la línea a Río de Janeiro. Se escogió el 17 de junio como conmemoración de la llegada en el mismo día de 1922 a Guanabara del hidroavión Santa Cruz, a los mandos de Sacadura Cabral y Gago Coutinho, viaje que supuso la primera travesía aérea del Atlántico sur. También en 1966 fue inaugurada la ruta a Nueva York. A partir de 1967 TAP pasó a ser la primera compañía aérea europea en operar exclusivamente con reactores. Dos años después nació Transportes Aéreos Continentais (TAC), una subsidiaria de TAP destinada al servicio de aerotaxi.
En 1970 TAP recibió de manos del gobierno portugués la Medalla al Mérito Turístico por los servicios prestados al turismo del país. Dos años más tarde, TAP fue premiada de nuevo, esta vez con el trofero Publituris a la mejor compañía aérea portuguesa, el cual repetiría en 1973 y 1974. En 1975 la compañía fue nacionalizada, pasando a manos de la República Portuguesa. Cuatro años después la empresa adoptó una nueva imagen, pasando a llamarse TAP Air Portugal. En consecuencia fue creado un nuevo logotipo, nuevas libreas para los aviones y nuevos uniformes.
Ya en la década de los 80, TAP destacó como empresa de mantenimiento y reparación de aparatos de otras compañías internacionales, siendo una de las más reconocidas del mundo en este aspecto. En 1984 se constituyó la filial Air Portugal Tours, empresa tour operadora, y en 1985 se inauguró el Museo TAP. En este mismo año se crearon otras filiales, Air Atlantis, empresa dedicada a las operaciones chárter, y LAR (Linhas Aéreas Regionais), sustituta de TAC.
En 1991 TAP fue transformada en Sociedad Anónima, con capital mayoritariamente público. Mientras tanto, sufrió problemas financieros y en 1994 fue lanzado el Plan Estratégico y de Saneamiento Económico-Financiero para la recuperación de la empresa.
Cinco años más tarde fue lanzado el conjunto de Orientaciones Estratégicas para la TAP del futuro llamado “Modernización y Recuperación de TAP”. 
Al año siguiente, en 2000, fue fundada YES, compañía de vuelos chárter, con un 51 por ciento del capital en manos de TAP.
En 2001 TAP Air Portugal pasa a ser la compañía aérea europea con mayor presencia en el mercado brasileño, actualmente tiene vuelos diarios a Río de Janeiro, São Paulo, Campinas, Belo Horizonte, Porto Alegre, Recife, Fortaleza, Brasilia, Salvador y Natal. En 2005, coincidiendo con el 60.º aniversario de la compañía, se vuelve a cambiar la imagen: se crea un nuevo logotipo y pasa a denominarse TAP Portugal. Así mismo, la filial chárter YES, debido a la mala imagen que tenía en el mercado, es convertida en White ( Código IATA: 8X Código OACI: WHT Callsign: White). En 2006, se compran los primeros A330.

## Códigos internacionales
- Código IATA: TP
- Código OACI: TAP
- Callsign: Air Portugal

## Destinos

### Acuerdos de código compartido
TAP Air Portugal tiene acuerdos de código compartido con las siguientes aerolíneas:
- Aegean Airlines*
- Air Baltic[3]
- Air Canada*
- Air China*
- Air India*[4]
- All Nippon Airways*
- Austrian Airlines*
- Avianca
- Azores Airlines
- Azul Brazilian Airlines
- Beijing Capital Airlines[5]
- Brussels Airlines*
- Copa Airlines*
- Croatia Airlines*
- EgyptAir*
- El Al[6]
- Emirates
- Ethiopian Airlines*
- Etihad Airways
- Finnair
- Gol Linhas Aéreas
- ITA Airways[7]
- JetBlue
- LAM Mozambique Airlines
- LOT Polish Airlines*
- Lufthansa*
- Luxair
- Nordica[8]
- S7 Airlines
- Singapore Airlines*
- South African Airways*
- Swiss International Air Lines*
- Thai Airways*
- Turkish Airlines
- Ukraine International Airlines*[9][10]
- United Airlines*
- Volotea

* indica pertenencia a la alianza Star Alliance o es una filial suya.

## Flota

### Flota Actual
La flota de TAP Air Portugal está compuesta de las siguientes aeronaves:

### Flota histórica
| Aeronave                  | Total | Introducido | Retirado | Matrículas |
| ------------------------- | ----- | ----------- | -------- | --- |
| Airbus A310-300           | 7     | 1988        | 2008     | CS-TEZ, CS-TEH, CS-TEJ, CS-TEI, CS-TEW, CS-TEX y CS-TDI |
| Airbus A330-300           | 4     | 2017        | 2019     | CS-TOU, CS-TOV, CS-TOW y CS-TOX |
| Airbus A340-300           | 6     | 1999        | 2019     | CS-TOA, CS-TOB, CS-TOC, CS-TOD, CS-TQY y 9H-SOL |
| Boeing 707                | 13    | 1965        | 1989     | CS-TBA, CS-TBB, CS-TBJ, CS-TBH, CS-TBC, CS-TBI, CS-TBD, CS-TBE, OO-SJM, CS-TBF, CS-TBG, CS-TBT y CS-TBU                                                              |
| Boeing 727-100            | 8     | 1967        | 1989     | CS-TBK, CS-TBL, CS-TBM, CS-TBN, CS-TBV, CS-TBQ, CS-TBO y CS-TBP |
| Boeing 727-200            | 8     | 1975        | 1991     | CS-TCH, CS-TCI, CS-TBR, CS-TBS, CS-TCJ, CS-TBW, CS-TBX y CS-TBY |
| Boeing 737-200            | 12    | 1983        | 2000     | CS-TEV, CS-TET, CS-TEU, CS-TER, CS-TES, CS-TEK, CS-TEL, CS-TEM, CS-TEN, CS-TEO, CS-TEP y CS-TEQ                                                                      |
| Boeing 737-300            | 13    | 1989        | 2001     | CS-TIN, CS-TIO, CS-TIF, CS-TIG, CS-TIH, CS-TIA, CS-TIB, CS-TIC, CS-TID, CS-TIE, CS-TIJ, CS-TIK y CS-TIL                                                              |
| Boeing 747-200            | 4     | 1972        | 1984     | CS-TJA, CS-TJB, CS-TJC y CS-TJD |
| Boeing 767-300ER          | 1     | 2017        | 2017     | CS-TKR |
| Boeing 777                | 1     | 2018        | 2018     | CS-TFM |
| De Havilland Canada DHC-6 | 2     | 1979        | 1984     | CS-TFD y CS-TFE |
| Douglas DC-3/C-47         | 10    | 1945        | 1998     | CS-TDB, CS-TDH, CS-TDD, CS-TDE, CS-TDC, CS-TDG, CS-TDF, CS-EDA y CS-DGA (este último operando para la Autoridade Nacional da Aviação Civil (ANAC) entre 1978 y 1998) |
| Douglas DC-4/C-54         | 2     | 1947        | 1960     | CS-TSA y CS-TSC |
| Douglas DC-6              | 3     | 1960        | 1962     | F-BGVV, F-BGSL y F-BIAO |
| Douglas DC-10             | 1     | 1996        | 1997     | V2-LER |
| Lockheed Constellation    | 6     | 1955        | 1967     | CS-TLA, CS-TLB, CS-TLC, CS-TLF, CS-TLE y CS-TLD |
| Lockheed L-1011 Tristar   | 7     | 1982        | 1997     | CS-TEA, CS-TEB, CS-TEC, CS-TED, CS-TEE, CS-TEF y CS-TEG |
| Sud Aviation Caravelle    | 4     | 1962        | 1975     | CS-TCA, CS-TCB, CS-TCD y CS-TCC |

## Incidentes
- 02/09/2022: Aeropuerto Internacional Ahmed Sékou Touré. Un A320neo matrícula CS-TVI que cubría el vuelo TP1492 procedente de Lisboa, arrolló a una motocicleta con 2 personas a bordo, las cuales murieron en el lugar.
- 25/08/2016: Aeropuerto de Sevilla. Una aeronave de TAP que cubría la ruta entre Argel y Lisboa se vio obligado a desviarse hacia el aeropuerto andaluz al encontrarse una pasajera de 36 años indispuesta. El avión aterrizó en Sevilla a las 21:00. La pasajera falleció en el interior del aparato a causa de una parada cardiorrespiratoria cuando los servicios de emergencias le practicaban las técnicas de reanimación cardiopulmonar.
- 21/2/2006: Aeropuerto de Guarulhos, São Paulo. Un A340 de TAP aterrizó en una calle de rodaje, convencido de que era una de las pistas de servicio, sin que los pasajeros se dieran cuenta de nada. El error ocurrió por la mala interpretación de los pilotos de la empresa aérea, que, al recibir un mensaje desde la torre de comando de São Paulo, afirmando a los pilotos de la TAP para "arremeter", lo que en portugués europeo significa "forzar el aterrizaje", mientras que en portugués de Brasil significa "suspender el aterrizaje y forzar el despegue".

- 1/12/2001: Aeropuerto internacional de Zúrich, Suiza. Un Saab 2000 de la compañía suiza Crossair se encontraba en plena carrera de despegue cuando se le atravesó, cruzando la pista, un Airbus A319 de TAP. El desastre consiguió evitarse por muy poco.
- 21/8/2001: Lajes, Azores - Un avión de TAP fue obligado a efectuar una maniobra brusca para evitar la colisión con una pequeña aeronave. Treinta y cuatro personas resultaron levemente heridas.
- 7/1983 - A un Lockheed Tristar de TAP se le pararon 2 de las 3 turbinas antes del aterrizaje.
- 6/5/1980: Madrid, España. Un pirata aéreo exige que se le lleve a Suiza, para finalmente rendirse.
- 22/10/1978. Un pirata aéreo exigió ser llevado a Marruecos durante un vuelo entre Lisboa y Funchal, habiendo sido luego detenido.
- 19/11/1977: Funchal, Madeira. Un Boeing 727 se estrella en el aterrizaje con 164 personas a bordo, de las cuales 131 mueren.
- 10/11/1961: Lisboa. 6 piratas aéreos fuerzan a un avión a volar en círculos sobre Lisboa para lanzar panfletos.
- 27/01/1948: Lisboa. Un avión se estrella en Lisboa en un vuelo de entrenamiento. Murieron sus tres ocupantes.